# Sumská oblast
Sumská oblast (ukrajinsky Сумська область, Sumska oblasť; někdy též Сумщина / Sumščyna) je jednou z 24 samosprávných oblastí Ukrajiny. Rozkládá se v severovýchodní části země při hranicích s Ruskem a tvoří součást historického území zvaného Slobodská Ukrajina.

## Historie
Oblast byla ustavena 10. ledna 1939. Hlavním městem jsou Sumy, další významnější města jsou Konotop, Šostka a Hluchiv. Na počátku roku 2022 byla oblast částečně obsazena vojsky Ruské federace během ruské invaze na Ukrajinu. Začátkem dubna 2022 byla oblast po stažení ruských vojsk opět osvobozena ukrajinskou armádou.

## Oblastní symboly

### Vlajka
Vlajka Sumské oblasti je tvořena bleděmodrým listem o poměru stran 2:3 s uprostřed umístěným oblastním znakem.

## Obyvatelstvo
K 1. lednu 2022 žilo v Sumské oblasti 1 033 580 obyvatel. Oblast se vyznačuje střední mírou urbanizace: dne 1. července 2021 z celkových 1 035 800 lidí žilo 723,2 tisíc obyvatel ve městech (69,8 %), na venkově žilo 312,6 tisíc osob (30,2 %).
Počet obyvatel v oblasti postupně klesá. Tabulka představuje populační vývoj oblasti:
| 1990      | 1991      | 1995      | 2000      | 2005      | 2010      | 2015      | 2020      | 2022      |
| --------- | --------- | --------- | --------- | --------- | --------- | --------- | --------- | --------- |
| 1 431 400 | 1 430 200 | 1 411 100 | 1 336 900 | 1 243 900 | 1 172 300 | 1 123 400 | 1 068 200 | 1 035 800 |

V roce 2021 se narodilo 5 484 živě narozených dětí, zemřelo však 20 863 lidí, z nichž 34 byly děti ve věku do jednoho roku. Na 100 zemřelých připadá jen 26 živě narozených. Celkový úbytek v oblasti za rok 2021 byl 17 680 osob. Míra kojenecké úmrtnosti činila 4,7 ‰.
Podle výsledků sčítání lidu v roce 2001 žilo v oblasti 89 % Ukrajinců a 9 % Rusů. 84 % všech obyvatel považovalo ukrajinštinu za rodný jazyk, 15,6 % považovalo za svou mateřštinu ruštinu.
Následující tabulka podává přehled měst v oblasti s počtem obyvatel nad 10 000:
| Město      | Ukrajinský název | Obyvatel 1. 1. 2022 |
| ---------- | ---------------- | ------------------- |
| Sumy       | Суми             | 256 464             |
| Konotop    | Конотоп          | 83 543              |
| Šostka     | Шостка           | 71 966              |
| Ochtyrka   | Охтирка          | 46 660              |
| Romny      | Ромни            | 37 765              |
| Hluchiv    | Глухів           | 31 789              |
| Lebedyn    | Лебедин          | 23 892              |
| Krolevec   | Кролевець        | 22 111              |
| Trosťanec  | Тростянець       | 19 544              |
| Bilopillja | Білопілля        | 15 600              |
| Putyvl     | Путивль          | 14 886              |

## Sousední oblasti
- Charkovská oblast (jihovýchod)
- Poltavská oblast (jih)
- Černihivská oblast (západ)
- Brjanská oblast (Rusko; sever)
- Kurská oblast (Rusko; severovýchod)
- Bělgorodská oblast (Rusko; východ)